# Elisabeth Schwarzkopfová
Maria Elisabeth Friederike Schwarzkopfová (9. prosince 1915 Jarocin – 3. srpna 2006 Schruns) byla německá operní pěvkyně-sopranistka narozená na území dnešního Polska, působící hojně v Rakousku. Proslavila se především v Mozartových a Straussových operách. Ve 40. letech 20. století byla členkou nacistické strany, což po válce dlouho popírala.